# SJ D sorozat
Az SJ D sorozat egy svéd 1'C1' tengelyelrendezésű 15 kV, 16,7 Hz áramnemű villamosmozdony-sorozat volt. 1925 és1943 között gyártották. Összesen 333 darab készült belőle az ASEA gyárában. Az SJ üzemeltette, majd 1988-ban selejtezte a sorozatot. Egyaránt felhasználták személy- és tehervonatok továbbítására.

## Története
Az SJ-nek szüksége volt egy gyorsabb villamosmozdony-sorozatra a fővonalakra. Ehhez az ASEA kifejlesztette az SJ D sorozatot. Később a típusból összesen 333 db készült, kezdetben fa mozdonyszekrénnyel, melyet később acélra cseréltek.